# Joakim Skogsberg
Joakim Kenneth Lennart Skogsberg, född 10 november 1946 i Stockholm, är en svensk musiker och konstnär.
Skogsberg utgav 1971 albumet Jola Rota (Gump 2) på vilket även medverkar tre medlemmar från Kebnekajse, Mats Glenngård (fiol, mungiga), Thomas Netzler (bas) och Göran Lagerberg (cello, bas) samt producenten Pugh Rogefeldt på gitarr och bas. 
Han är sedan 1973 bosatt i Strömsund och har främst varit verksam som konstnär, men utgav 1999 sitt andra album Indi Dust Garden (Dada Nada 010).